# Без (Златна обала)
Без (фр. Bèze) насеље је и општина у источном делу централне Француске у региону Бургоња, у департману Златна обала која припада префектури Дижон.
По подацима из 2011. године у општини је живело 725 становника, а густина насељености је износила 30,98 становника/km². Општина се простире на површини од 23,4 km². Налази се на средњој надморској висини од 214 метара (максималној 305 m, а минималној 201 m).

## Демографија
| 1962. | 1968. | 1975. | 1982. | 1990. | 1999. | 2011. |
| ----- | ----- | ----- | ----- | ----- | ----- | ----- |
| 422   | 495   | 484   | 526   | 569   | 632   | 725   |

График промене броја становника у току последњих година